# Grendelbruch
Grendelbruch (prononcé [gʁɛndəlbʁyʃ]  ; Grandelbrüech en alsacien) est une commune française située dans la circonscription administrative du Bas-Rhin et, depuis le 1er janvier 2021, dans le territoire de la Collectivité européenne d'Alsace, en région Grand Est.
Cette commune se trouve dans la région historique et culturelle d'Alsace. Traditionnellement, le nom de la ville se prononce approximativement Grèn-d'l-brour. Le nom est parfois prononcé Gemmbri ou Gennbri selon l'habitude des habitants de la partie francophone de la haute vallée de la Bruche.

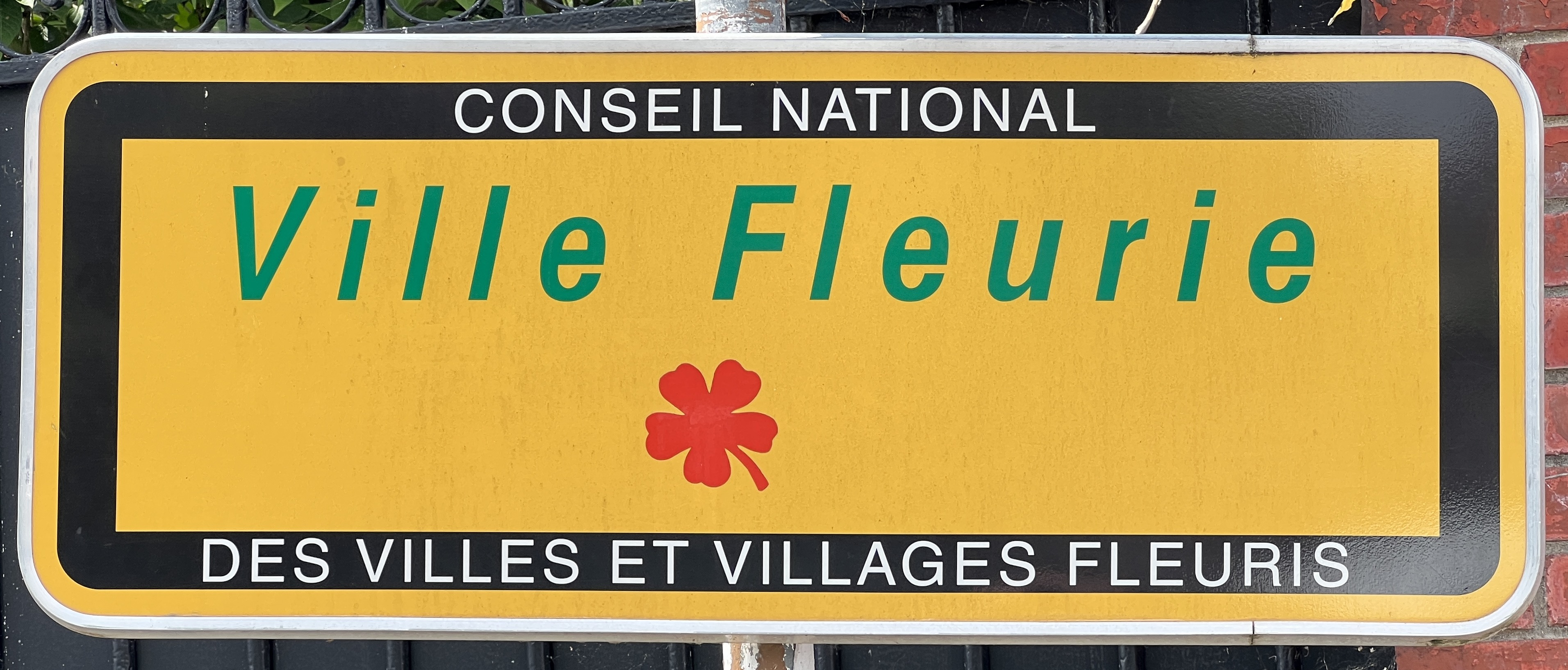
La récompense "Ville Fleurie", également connue sous le nom de "Villes et Villages fleuris, anciennement appelée concours, a été créée en 1959 en France pour promouvoir le fleurissement, l'environnement de vie et les espaces verts.

## Géographie

### Localisation
Grendelbruch fait partie du canton et de l'arrondissement de Molsheim. La commune se trouve à 40 km de Strasbourg et 7 km de Rosheim.

### Communes limitrophes

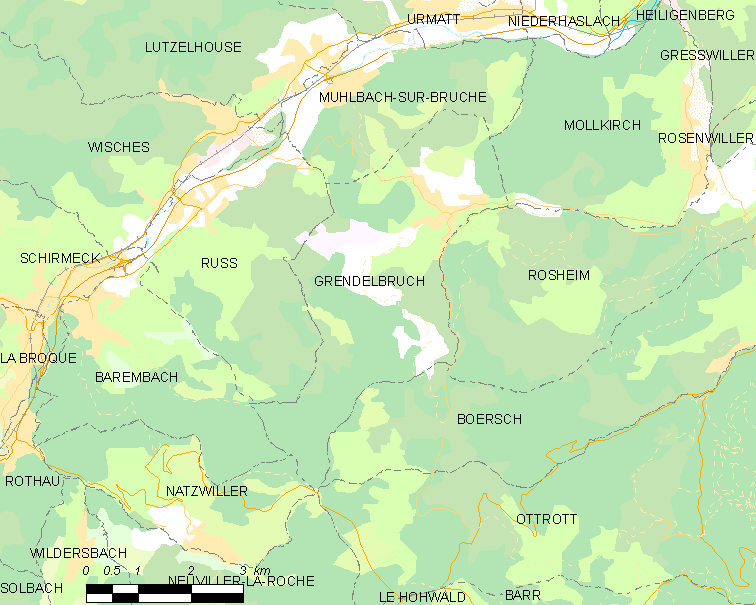
Carte de la commune de Grendelbruch et des communes limitrophes.

- Barembach ~ 11 km au sud-ouest
- Bœrsch ~ au sud-est
- Mollkirch ~ 7 km au nord-est
- Muhlbach-sur-Bruche, 4 km au nord-ouest
- Natzwiller ~ 10 km à l'extrême sud-ouest
- Rosheim ~ 7 km à l'est
- Russ ~ 7 km à l'ouest

| Russ                  | Muhlbach-sur-Bruche | Mollkirch |
| Russ                  | Grendelbruch        | Rosheim   |
| Barembach, Natzwiller | Neuviller-la-Roche  | Bœrsch    |

### Relief et géologie
Avec une altitude maximum de 1 031 m, Grendelbruch est l'une des communes d'Alsace les plus élevées.
Le village est enfoncé dans un vallon entouré de prairies et de forêts devenant ainsi un centre de villégiature et de tourisme pour les citadins de Strasbourg en quête de repos. Par son altitude modérée, 550 mètres, et sa proximité avec Strasbourg, le village permet aussi de faire de belles randonnées grâce aux nombreux sentiers aménagés par le Club vosgien.

### Lieux-dits et écarts
- Muckenbach
- Schwartzbachtal
- Neuenmatten

### Galerie de photographie

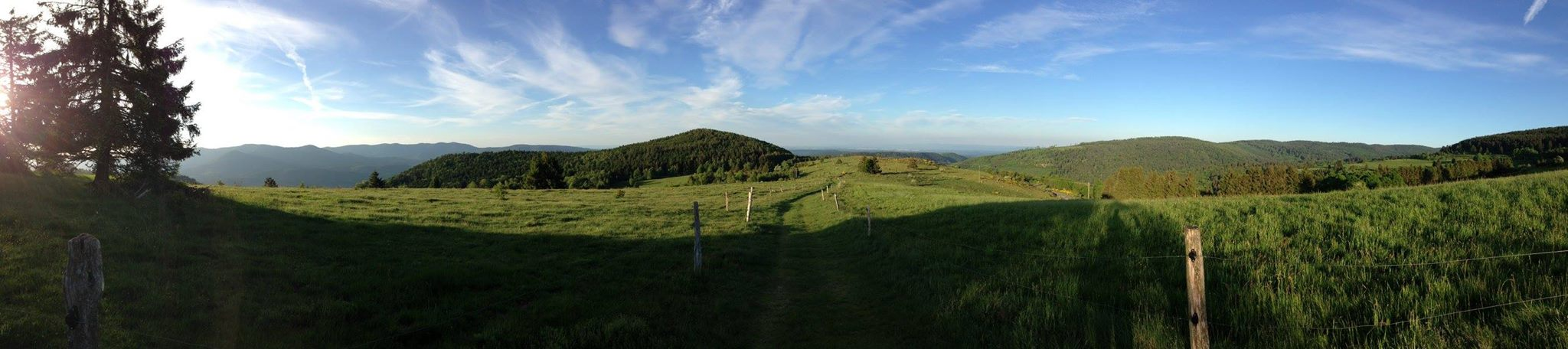
Vue sur le Hohbuhl, en amont de Grendelbruch.

Sélection de vues de la commune.
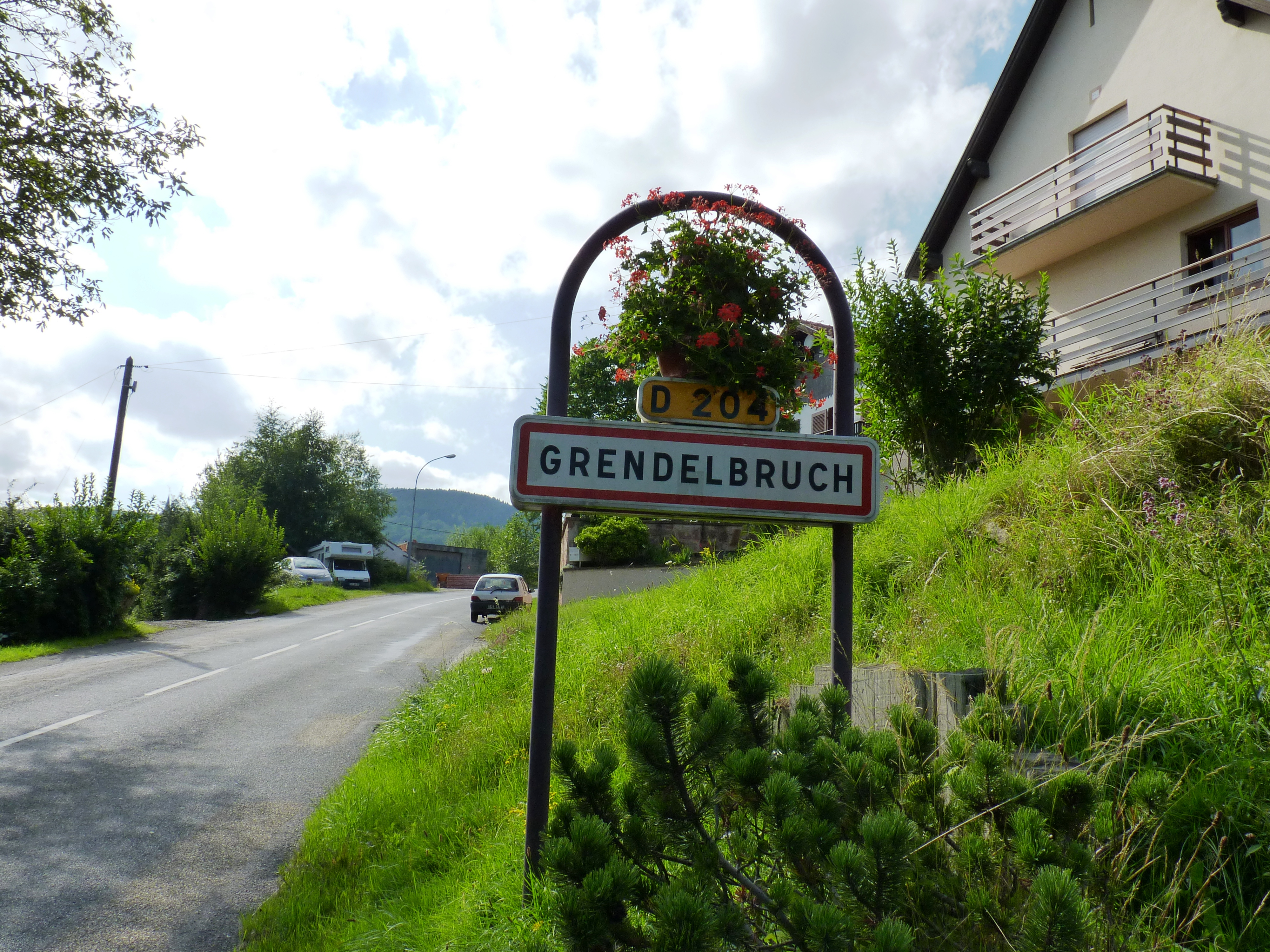
L'entrée du village de Grendelbruch.
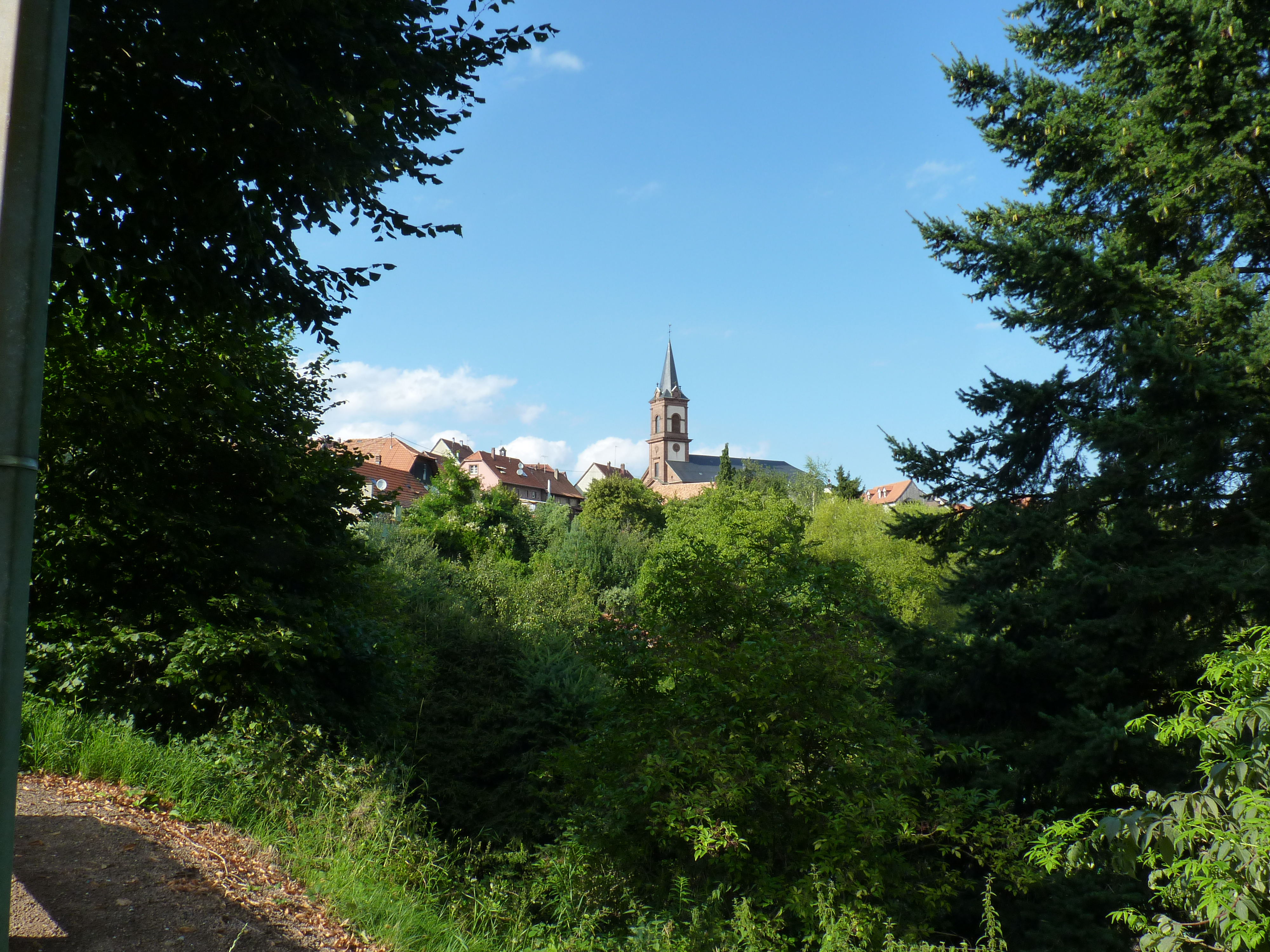
Vue sur l'église et une partie du milieu du village.
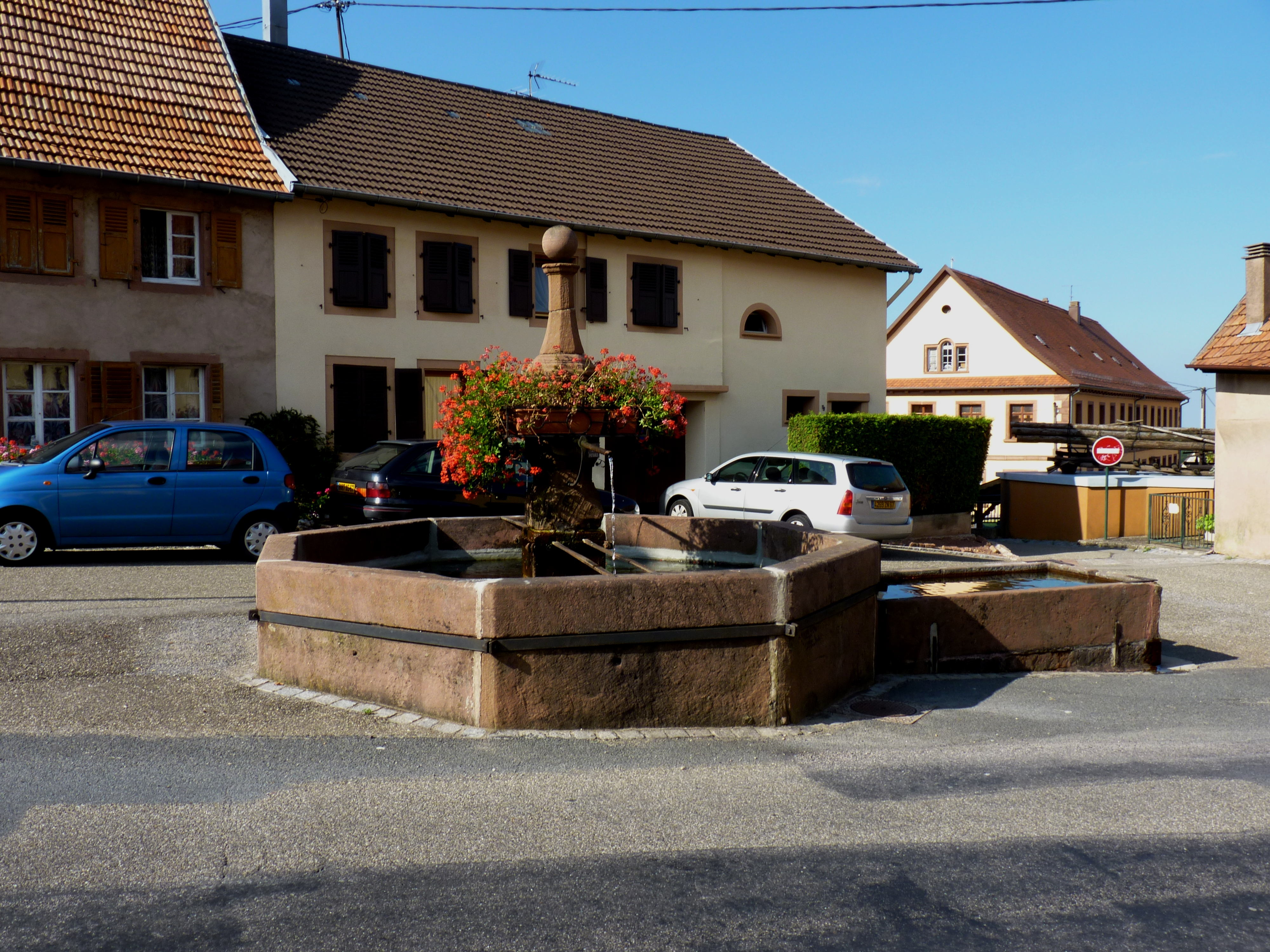
La fontaine, près de la place de l'Église.
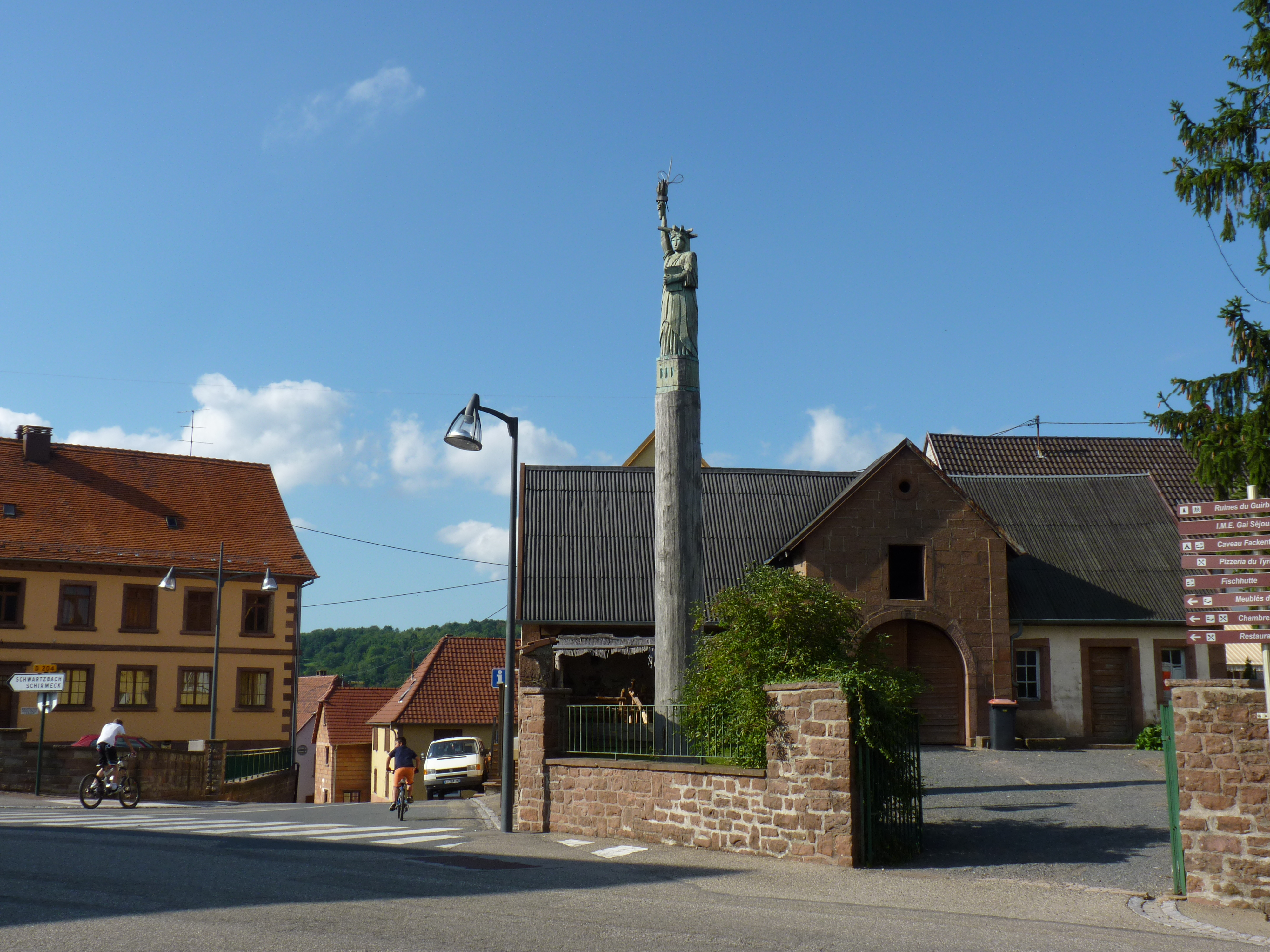
Le centre du village.

### Hydrographie
La commune est dans le bassin versant du Rhin au sein du bassin Rhin-Meuse. Elle est drainée par le ruisseau la Magel, le ruisseau Bass de Russ, le ruisseau le Barenbach, le ruisseau de Baschney, le ruisseau de Muckenbach, le ruisseau Grendelbach et le ruisseau le Muhlbach Sur Bruche,.
La Magel, d'une longueur de 17 km, prend sa source dans la commune de Ottrott et se jette  dans la Bruche à Heiligenberg, après avoir traversé sept communes.

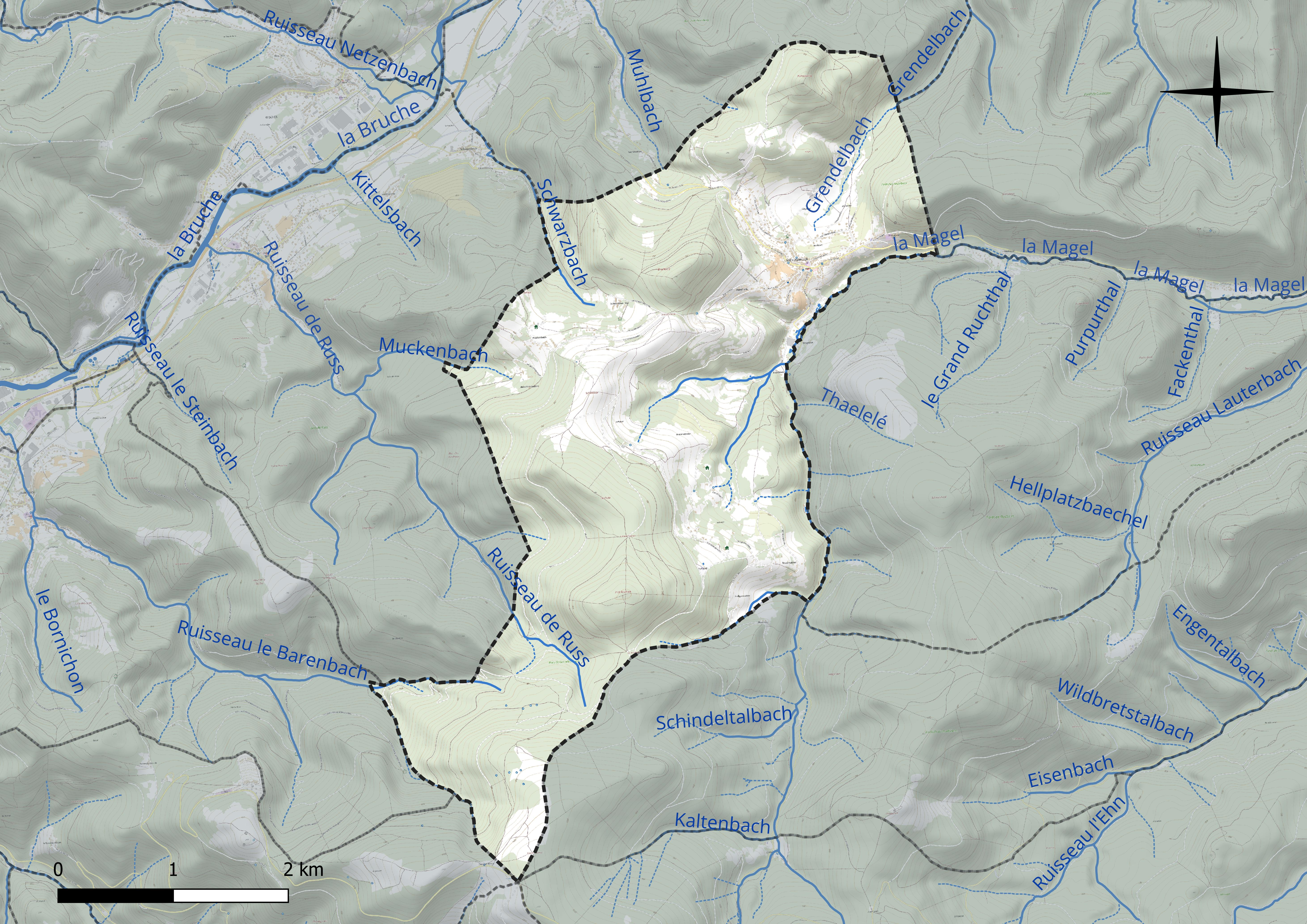
Réseau hydrographique de Grendelbruch.

### Climat
Pour des articles plus généraux, voir Climat du Grand Est et Climat du Bas-Rhin.
En 2010, le climat de la commune est de type climat de montagne, selon une étude du Centre national de la recherche scientifique s'appuyant sur une série de données couvrant la période 1971-2000. En 2020, Météo-France publie une typologie des climats de la France métropolitaine dans laquelle la commune est exposée à un climat semi-continental et est dans la région climatique Vosges, caractérisée par une pluviométrie très élevée (1 500 à 2 000 mm/an) en toutes saisons et un hiver rude (moins de 1 °C).
Pour la période 1971-2000, la température annuelle moyenne est de 8,9 °C, avec une amplitude thermique annuelle de 16,6 °C. Le cumul annuel moyen de précipitations est de 1 103 mm, avec 12,1 jours de précipitations en janvier et 12,4 jours en juillet. Pour la période 1991-2020, la température moyenne annuelle observée sur la station météorologique de Météo-France la plus proche, « Le Hohwald_sapc », sur la commune du Hohwald à 10 km à vol d'oiseau, est de 8,8 °C et le cumul annuel moyen de précipitations est de 1 129,1 mm. 
La température maximale relevée sur cette station est de 35,6 °C, atteinte le 25 juillet 2019 ; la température minimale est de −20,5 °C, atteinte le 7 février 1991,,.
Les paramètres climatiques de la commune ont été estimés pour le milieu du siècle (2041-2070) selon différents scénarios d'émission de gaz à effet de serre à partir des nouvelles projections climatiques de référence DRIAS-2020. Ils sont consultables sur un site dédié publié par Météo-France en novembre 2022.

## Urbanisme

### Typologie
Au 1er janvier 2024, Grendelbruch est catégorisée bourg rural, selon la nouvelle grille communale de densité à sept niveaux définie par l'Insee en 2022.
Elle est située hors unité urbaine. Par ailleurs la commune fait partie de l'aire d'attraction de Strasbourg (partie française), dont elle est une commune de la couronne,. Cette aire, qui regroupe 268 communes, est catégorisée dans les aires de 700 000 habitants ou plus (hors Paris),.

### Occupation des sols
L'occupation des sols de la commune, telle qu'elle ressort de la base de données européenne d’occupation biophysique des sols Corine Land Cover (CLC), est marquée par l'importance des forêts et milieux semi-naturels (77,6 % en 2018), en augmentation par rapport à 1990 (76,1 %). La répartition détaillée en 2018 est la suivante : 
forêts (72,7 %), prairies (10,7 %), milieux à végétation arbustive et/ou herbacée (4,9 %), zones urbanisées (4,3 %), zones agricoles hétérogènes (3,9 %), espaces verts artificialisés, non agricoles (3,6 %). L'évolution de l’occupation des sols de la commune et de ses infrastructures peut être observée sur les différentes représentations cartographiques du territoire : la carte de Cassini (XVIIIe siècle), la carte d'état-major (1820-1866) et les cartes ou photos aériennes de l'IGN pour la période actuelle (1950 à aujourd'hui).

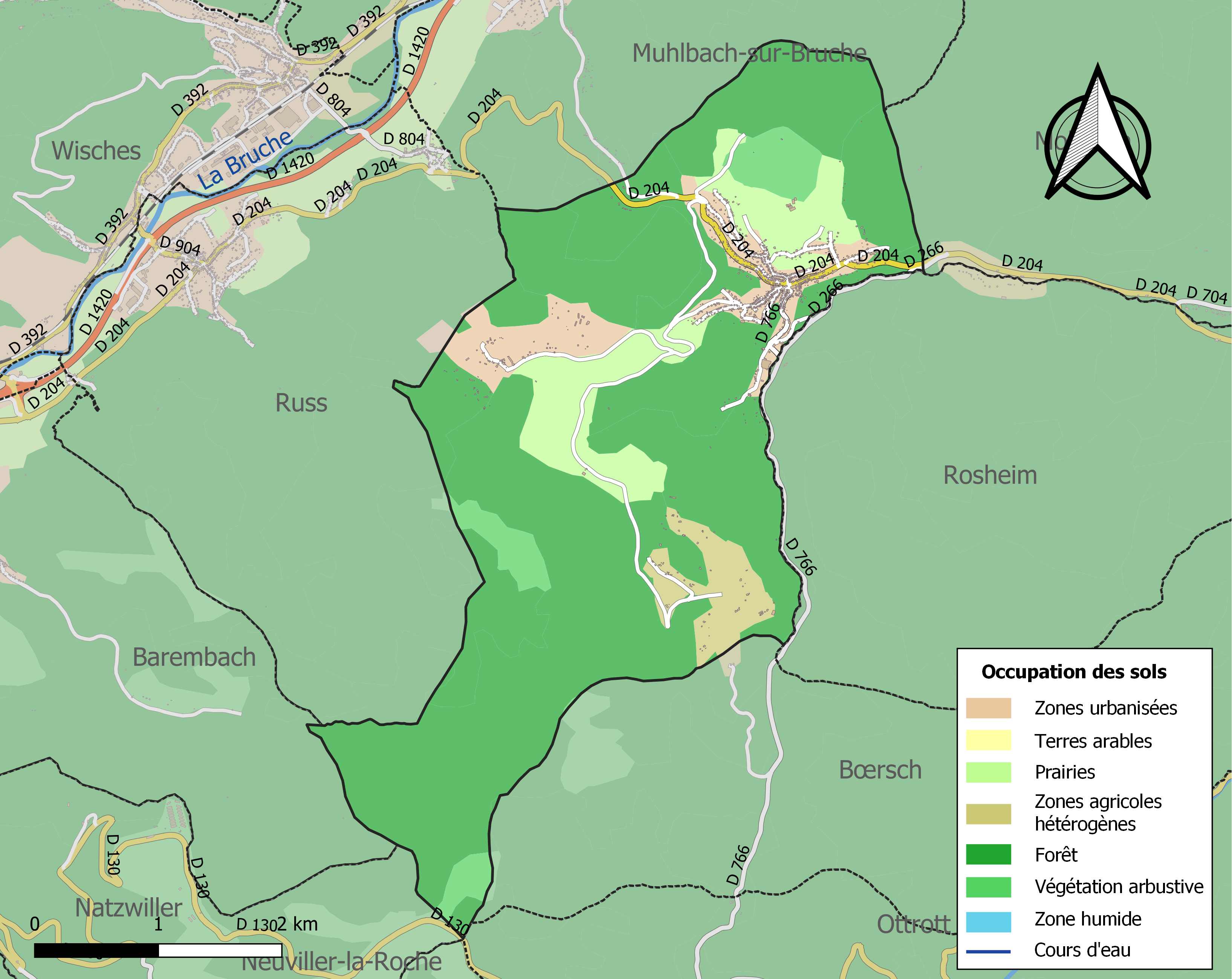
Carte des infrastructures et de l'occupation des sols de la commune en 2018 (CLC).

## Toponymie
Grundelbac en 1049 ; Grindelbroch en 1192 ; Grendelbruck 1354 ; Grindel en 1548 ; Grendelbruoch au XVIe siècle ; Grindelbruch au XVIe siècle, Grengelbruch en 1693.
Bac est en ancien allemand une des formes de l'actuel Bach (= ruisseau). Ainsi à l'origine, le nom du village faisait partie du groupe des nombreux noms de lieu terminés en -bach qui se sont formés selon les linguistes entre le Ve et le VIIIe siècle, en pleine période alémanique et franque. Il a été remplacé par bruoc de sens proche, mais aussi marais, marécage. La nature du premier élément Grundel-, Grindel-, Grendel- est obscure.

## Histoire

### Origine
Dans les premiers temps mérovingiens et carolingiens, aucun document ne mentionne Grendelbruch. On trouve à cette époque seulement les localités voisines comme Rosheim, Bischoffsheim, Obernai, Urmatt, Wisches et Barembach où de célèbres abbayes possèdent des terres. Le couvent de Haslach revêtait pour Grendelbruch une importance particulière, du fait qu'il constituait une terre appartenant à l'évêché de Strasbourg dans la vallée de la Bruche, dont la vallée fut incorporée à partir du XIIIe siècle. La première mention de Grendelbruch figure dans une bulle pontificale du 28 novembre 1049, par laquelle le pape Léon IX reconnaît à l'abbaye d'Altorf le bénéfice de la dîme des forêts de Grundelbac près du Burckberck. Schoepflin et Grandidier identifient ce lieu dit Burckberck avec le Guirbaden, mais les campagnes archéologiques de 2022-2024 et l'analyse de Martine T. identifient désormais ce Burckberck avec le Purpurkopf, . En 1068, l'abbaye d'Altorf possède des biens dans la localité. Tous ces biens sont confirmés par le pape Célestin III dans une bulle datée du 15 juin 1192 qui relève que l'abbaye d'Altorf est bien possessionnée dans la localité de Grendelbruch. La commune relevait initialement du château de Guirbaden, propriété des comtes d'Eguisheim-Dabo, et passe ensuite, après la disparition de cette famille en 1225, à l'évêché de Strasbourg. Au XVIe siècle, le village est le siège d'une cour dîmière épiscopale.

### Un fief relevant des seigneurs d'Eguisheim-Dabo
Au début du IXe siècle, les comtes de Nordgau, appelés plus tard comtes d'Eguisheim-Dabo, possedent un Castrum a proximité de l'actuel Guirbaden (sur le BurgBerg cité dans la bulle pontificale de 1049 que l'archéologie identifie actuellement comme le Purpurkopf). Le premier propriétaire attesté de ce château est Eberhardt, comte de Nordgau, c'est-à-dire du pays situé entre l'Eckenbach au sud, le Seltzbach au Nord et le Rhin à l'Est. À l'Ouest, le territoire comprenait encore la région de Dabo et de Phalsbourg jusque vers Natzwiller, ainsi que la région de Molsheim. D'anciens historiens font remonter la généalogie de ce comte jusqu'à Etichon, le père de Sainte Odile, et comme trois membres de sa famille semblaient avoir porté son nom, ils l'appelèrent Eberhardt IV. Parce que le petit-fils d'Eberhardt, Hugo IV, habitait le château d'Eguisheim et qu'il avait épousé l'héritière du comte de Dabo, on l'appela plus tard la famille entière comtes d'Eguisheim-Dabo. Les successeurs d'Hugo IV furent le frère aîné de Léon IX, Hugo V, puis Henri, fils de ce dernier et père de Brunon, le fondateur du « Klosterle ». Un autre fils de Hugo VI se rangea du côté de Rodolphe de Souabe contre Henri IV. Il fut assassiné durant son sommeil et enterré comme beaucoup de ses ancêtres dans l'abbaye d'Altorf. Il eut pour successeur d'abord son frère Albert Ier, puis son petit-fils Hugo VII qui donna la chapelle de Laubenheim à l'abbaye de Lure. Le fils de celui-ci, Hugo VIII, dernier descendant mâle des comtes d'Eguisheim-Dabo, mourut vraisemblablement avant 1157. Le comté passa ensuite à son neveu, Hugo IX, fils de sa sœur Mathilde et de Formal, le comte de Metz. Hugo IX assiégea et détruisit en 1162 le château de Horbourg, près de Colmar, malgré l'interdiction de l'empereur Frédéric Barberousse, qui, pour l'en punir, incendia le château de Guirbaden. Hugo IX mourut en 1180, laissant trois fils dont un seul, Albert II, eut des descendants, deux fils et une fille. Les premiers, Guillaume et Henri, s'entre-tuèrent accidentellement dans un exercice ; leur sœur Gertrude devint l'unique héritière. Elle fut mariée trois fois dont la première fois avec Thiébaut, le futur duc de Lorraine, dont le mariage fut célébré à Colmar en présence du roi de Rome, le futur empereur Frédéric II.

### Les guerres du Moyen Âge

#### La guerre contre l'évêque de Strasbourg
La tradition parle encore avec horreur de dévastations commises dans le pays par les chevaliers rouges à l'occasion de la guerre opposant l'évêque Gauthier de Geroldseck et d'une partie de la noblesse contre la ville de Strasbourg. Le seigneur de Guirbaden, auquel Grendelbruch appartenait alors, était l'allié des Strasbourgeois et s'était attiré la haine des nobles et surtout des templiers, chez lesquels l'évêque vaincu alla mourir. En 1261, deux seigneurs de Guirbaden, Ulrich et Gauthier prirent part à la guerre qui opposait l'évêque Gauthier de Geroldseck à la ville de Strasbourg, le premier allié à l'évêque, l'autre à la ville. Ce fut une guerre cruelle, au cours de laquelle on dévastait les champs et on incendiait les villages, tout particulièrement dans les vallées de la Bruche et de Villé. Les habitants se réfugièrent dans les forêts, d'où ils furent chassés et massacrés.

#### Laguerre des paysans
Grendelbruch prit part à la révolte des paysans. Des paysans révoltés rassemblés à Saint-Léonard le 15 avril 1525 choisirent pour chef Érasme Gerber de Molsheim qui recruta des partisans à Mutzig, mais aussi ailleurs. Inspirés par la Réforme, les paysans venant d'un peu partout attaquèrent les couvents et abbayes : Hohenbourg (Mont Saint-Odile), Niedermunster, Truttenhausen, Altorf et Haslach. Pour mater la rébellion, l'évêque Guillaume de Hohenstein, la ville de Strasbourg et le bailli provincial demandèrent au duc de Lorraine, Antoine, de chasser les paysans de la province. Les troupes de Lorraine massacrèrent impitoyablement les paysans à Lupstein et à Scherwiller. Les meneurs furent sévèrement châtiés. Mais, le 23 juin 1525, à Haslach, les paysans de la vallée de la Bruche jurèrent à nouveau fidélité à leur seigneur. Le 12 juin 1526, l'évêque rétablit dans ses droits les habitants qui avaient participé à la révolte. Parmi les villages révoltés, le document mentionne Schirmeck, Wisches et Stoerbach.

#### Le  passage des huguenots
La guerre des Huguenots toucha cruellement la vallée de la Bruche. Un document de 1577 nous apprend que des paysans de Russ et de Grendelbruch avaient été mobilisés pour renforcer la garnison du château de Schirmeck à cause des nombreux passages des troupes allemandes appelées à l'aide par les protestants français. À l'annonce de l'arrivée des troupes ennemies, le bailli de Schirmeck demanda des instructions à l'évêché. On lui promit des renforts depuis Dachstein. En 1569 eut lieu près de Schirmeck une bataille au cours de laquelle le duc  d'Aumale anéantit les troupes huguenotes de la Coche. Ces passages de bandes armées ne laissaient que ruines et désolation ; elles ne faisaient aucune différence entre catholiques et protestants, comme le note dans son rapport le bailli Jean Klug, qui faillit lui-même être pris et maltraité par les reîtres. En 1570, la chapelle de Schirmeck  et l'église de Wisches furent dévastées et pillées. En 1575, le château de Schirmeck fut occupé par les huguenots français, l'évêché n'avait guère de moyens militaires à sa disposition pour s'opposer à cette soldatesque. La population se protégeait elle-même, tuant les huguenots et se saisissant de leur butin. La misère provoquée par les destructions, les pillages et les intempéries fit que de nombreux jeunes gens quittèrent la région pour suivre les bandes armées : le bailli reçut l'ordre de ne pas les retenir mais de noter leurs noms. Le 24 juin 1578, les huguenots se dispersèrent, ce fut ainsi la fin d'un cauchemar pour la vallée.

#### Laguerre de Trente Ans
Le village est une première fois dévasté par un incendie en 1612. Quand la guerre de Trente Ans éclate en 1618, l'évêque de Strasbourg, par mesure de précaution, décida de lever un impôt de guerre sur tous les clercs du diocèse, le chapitre rural du Bruderberg auquel appartenait Grendelbruch devait verser 1 600 florins. L'insécurité des routes était déjà telle que l'évêché, la ville de Strasbourg et la noblesse impériale du Bas-Rhin organisèrent en commun des patrouilles de surveillance. L'invasion de l'Alsace par Ernst von Mansfeld provoqua la panique dans la population des campagnes exposées aux pillages et aux incendies ; les terres ne furent presque plus cultivées, ce qui provoqua la famine et fit monter le prix des denrées alimentaires. S'attaquant principalement aux villes pour les rançonner, Mansfeld prit Obernai, puis Rosheim, pillant également les villages et les monastères des environs. Au cours de la guerre de Trente Ans en particulier en 1632, Grendelbruch est ravagée et pillée. Après cette guerre, Grendelbruch se composait encore de treize familles déjà installées auparavant. Le village sera par la suite repeuplé par des immigrants venus de Suisse et d'Allemagne du Sud.

### Le village pendant laRévolution

#### La fin de la seigneurie
Les décisions de l'Assemblée Nationale dans la fameuse nuit du 4 août 1789 mirent fin au régime féodal. Les droits nobiliaires et les privilèges étaient abolis, les titres de propriété restaient saufs et en 1790, le prince de Rohan pouvait encore ordonner une coupe de bois et la faire vendre. Mais l'année suivante, le maire de Mollkirch, Joseph Bisch, l'en empêcha estimant que la forêt était dorénavant considérée comme bien national. D'après la loi du 23 août 1790, la forêt de Guirbaden devint forêt d'État. Le prince fit appel de la décision le 5 décembre 1791 et obtint un délai d'un mois pour produire ses titres de propriété. Le 28 juin 1792, les biens furent mis sous séquestre et vendus aux enchères deux ans plus tard. La vente rapporta 193 325 livres en assignat ou 64 442 en monnaie.

#### Les prêtres pourchassés
La famine de 1789 avait appauvri les habitants de Grendelbruch. En décembre 1789, l'Assemblée Nationale avait unifié l'administration des communes dans l'ensemble du pays. Trois, puis quatre officiers municipaux, complétés par quelques bourgeois constituèrent à Grendelbruch le conseil général de la commune présidé par le maire qui était à l'époque Joseph Lehn. En 1790, la commune est intégrée au canton de Rosheim. Lorsque la Révolution éclata, le curé André Rinn, en fonction depuis le 8 janvier 1758, refusa de prêter le serment de la Constitution civile du clergé. Il resta cependant à son poste jusqu'en août 1792. Il dut se résoudre à quitter Grendelbruch devant les menaces de plus en plus précises proférées à son endroit. Il est porté sur la liste des émigrés le 5 messidor II (23 juin 1794). Le 10 mai, le juge de paix Baudel est chargé de vendre ses meubles aux enchères en réservant tous les objets pouvant servir à l'armée. Pendant la Terreur il résida d'abord dans le margraviat de Bade d'où il faisait parvenir des lettres à ces anciens paroissiens de Mollkirch et de Grendelbruch. Après la Révolution, il aurait été curé de Truchtersheim, puis retraité à Molsheim. Pendant la Révolution, des prêtres réfractaires parcouraient les vallées vosgiennes, trouvant abri et protection auprès de la population ou dans les fermes à l'écart des villages. Souvent, ils se cachaient dans la forêt, entre le Magelhof et le Rothlach. On prête aux prêtres réfractaires d'avoir servi la messe en cachette dans ces endroits éloignés. La paroisse de Grendelbruch conserve dans ses archives la liste des prêtres réfractaires qui se sont mis courageusement au service des paroissiens.

#### Pillage et vente  des biens  de l'église
Au cours de la Révolution, on ferma toutes les églises. Certaines servirent d'ateliers où l'on fabriqua des armes blanches. Dès 1791, les cloches des églises désaffectées furent démontées et envoyées au directeur de la monnaie de Strasbourg. Grendelbruch perdit deux des trois cloches qui furent transformées en canons. Les vases sacrées, tous les meubles et ornements, ainsi que l'argent sont remis le 6 novembre à Benfeld. Des ordonnances de 1793 exigeaient la destruction de tout monument religieux, mais la population de Grendelbruch mettait peu d'empressement à enlever "les signes extérieurs de religion". Pour y mettre bon ordre, l'administration révolutionnaire dépêcha sur les lieux, Redan, un ancien officier domicilié à Rosheim ainsi que quatre compagnons chargés de l'épauler. Des terres appartenant à la paroisse de Grendelbruch furent vendues aux enchères. Les biens furent d'abord loués et ne furent mis en adjudication que le 11 avril 1793.

### Les temps modernes

#### Les débuts de l'industrialisation

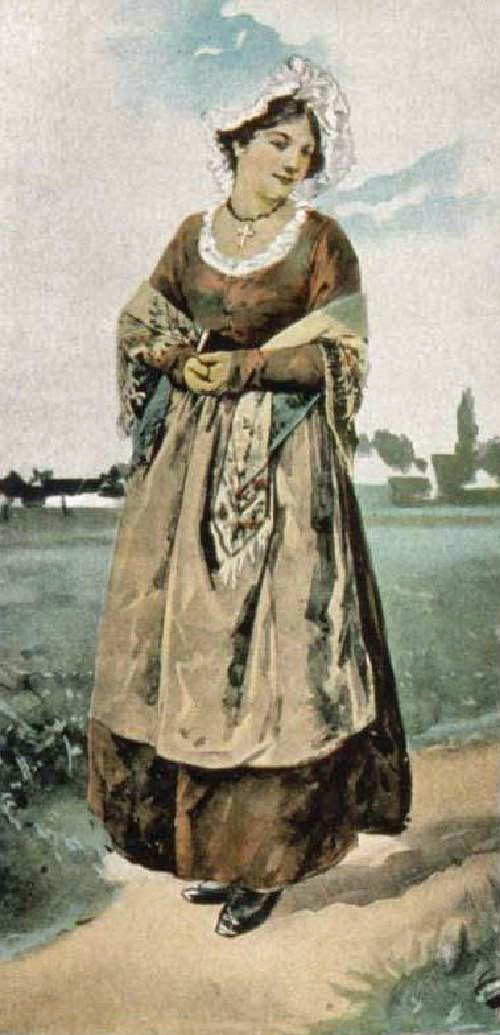
Costume de Grendelbuch, vers 1820 (Charles Spindler).

Grendelbruch vivant de l'agriculture, de l'élevage et de l'exploitation de la forêt, développe les industries textiles et les scieries. Le tissage à la main emploie ainsi deux cents ouvriers au XIXe siècle. En 1817, une usine de filature appartenant à madame Pramberger, déjà propriétaire d'une filature à Rothau, s'installe à Grendelbruch. Entre 1818 et 1819, elle fit installer dans la rue des Tisserands un grand immeuble destiné à abriter 150 métiers à tisser. Le coton filé à Rothau était ensuite tissé à Grendelbruch, puis transporté à Rothau pour y être teint ou blanchi avant la vente. En 1834, l'usine fut vendue au fabricant Eugène Dimer de Sainte-Marie-aux-Mines, qui la céda à la société Blech frères et Cie. Malgré la rude concurrence, l'usine occupa jusqu'après 1871 entre 80 et 100 ouvriers. Un nouvel incendie frappa le village en 1836. L'activité déclina pour devenir saisonnière : en 1897 on compta encore 40 ouvriers en hiver et 9 en été. L'usine fut finalement fermée en 1910. Il existait aussi une deuxième usine appartenant en 1836 à un certain Alexandre Anselm de Sainte-Marie-aux-Mines. En 1864, 14 ouvriers étaient encore employés avant qu'elle ne ferme ses portes en 1889. Après la disparition du tissage à la main dans le village, les ouvriers allèrent travailler aux usines de Muhlbach-sur-Bruche et de Lutzelhouse malgré la longueur du trajet. En 1913, une usine appartenant à Gustave Gander de Muttersholtz vient s'installer à Grendelbruch. Elle employa 192 métiers. Après la première guerre, elle devint la propriété de la société Sellier-Schieber. En 1824, une papeterie est installée dans le village qui disparut après le décès de son propriétaire en 1933. À la fin du XXe siècle, la commune devient un centre de tourisme et de villégiature.

#### La guerre de 1870
Le 11 septembre 1870, le général allemand Werder, commandant la première armée assiégeant Strasbourg, exigea de Grendelbruch une contribution de 15 000 francs et le 2 octobre 105 394 francs du canton de Rosheim, payables sur le champ à la trésorerie militaire d'Achenheim. De nombreux habitants quittèrent le village pour s'établir de l'autre côté du versant des Vosges afin d'échapper à la nationalité allemande. La population qui comptait en 1871 encore 1 714 habitants descendit en 1875 à 1 607 habitants. Durant la guerre, dix-huit jeunes gens de Grendelbruch trouvèrent la mort sur les champs de bataille. La liste des disparus est gravée sur le monument aux morts qui est situé à côté de l'église.

#### Première Guerre mondiale
Les Français viennent de remporter une bataille contre les Allemands qu'ils poursuivent jusqu'à Schirmeck et qui se retirent à Mutzig. Les Français reçoivent l'ordre de se rendre à Obernai en passant par Russ, Muckenbach et Grendelbruch. Le 17 août 1914, un bataillon d'infanterie wurtembergeois arriva à marche forcée, sous une pluie battante, à Grendelbruch et s'installa dans un cantonnement collectif. Pendant ce temps, les Allemands arrivés en renfort d'Obernai s'efforcèrent de briser l'encerclement des Français. Les premiers blessés arrivèrent au village, pendant que les habitants du village apportèrent matelas, draps, pansements, café, lait, œufs et divers fortifiants sans faire de différence entre Français et Allemands. Dans les jours qui suivirent 156 Français furent enterrés dans une fosse commune par les ouvriers de Grendelbruch, près de Muckenbach. Les soldats allemands enterrèrent eux-mêmes leurs morts, au nombre de 48. Grendelbruch dut à plusieurs reprises fournir une quantité de bois. Même le bois d'affouage fut saisi par les troupes allemandes. La commune dut participer à toutes les collectes publiques, même si celle-ci n'était pas toujours d'accord. Le Kreidirector assistait souvent aux délibérations du conseil municipal pour forcer le bon choix. La commune dut par exemple installer une cantine populaire pour les indigents à l'école maternelle. Les troupes françaises entrèrent triomphalement dans Grendelbruch. Un vin d'honneur fut offert aux officiers français et on offrit à boire aux soldats. La guerre avait provoqué de nombreux morts et la joie fut assombrie pour les familles des nombreuses victimes de la guerre. Le 11 septembre 1919, le conseil municipal décida d'ériger à côté de l'église un monument aux morts. La cérémonie d'inauguration eut lieu le 20 novembre 1920.

#### Seconde Guerre mondiale
Les responsables de la Résistance alsacienne se rencontrent à deux reprises, du 17 au 22 juin 1944 et du 27 au 31 juillet 1944, au chalet de la famille Grosskost pour définir la hiérarchie des Forces Françaises de l'Intérieur (FFI) d'Alsace et pour organiser la libération de la région.
Grendelbruch a été libérée le 26 novembre 1944 par le 2e bataillon du 30e régiment de la 3e division d'infanterie américaine. Le 2e bataillon du lieutenant colonel Frederick R. Armstrong a combattu de maison en maison pendant toute la nuit. Peu avant minuit, la compagnie E du capitaine Ralph R. Carpenter a fait mouvement à droite du village, nettoyant la forêt.
La compagnie a attaqué à l'est pendant que la compagnie F du capitaine Marshall T. Hunt frappait simultanément depuis l'ouest.
Le 26 novembre à 10 h, le quartier général du bataillon opérait d'une maison au centre du village.

## Politique et administration

### Liste des maires

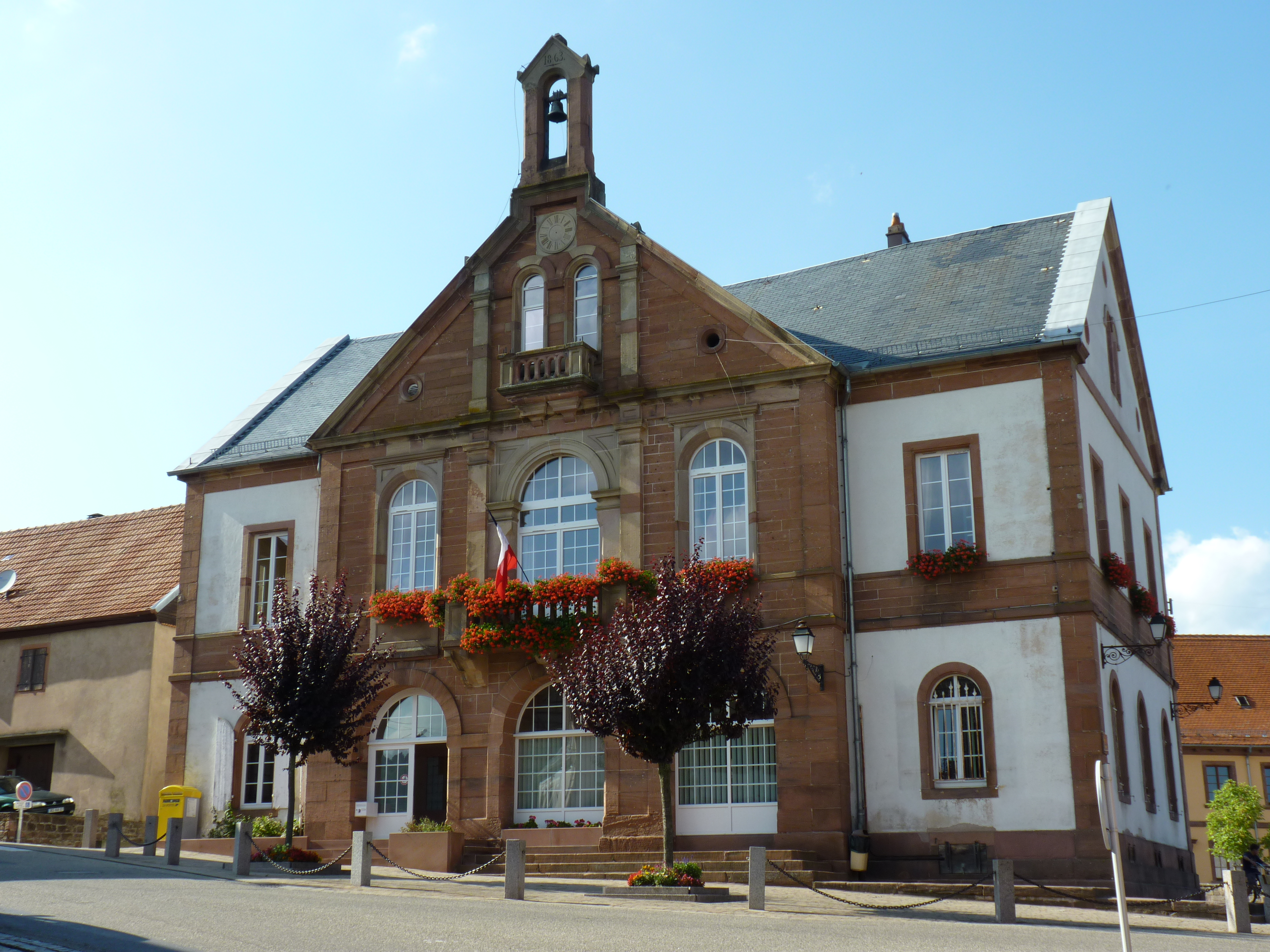
La mairie de Grendelbruch.

| Période | Période                   | Identité                                          | Étiquette | Qualité |
| ------- | ------------------------- | ------------------------------------------------- | --------- | ------- |
| 1959    | 1971                      | Auguste Remy                                      |           |         |
| 1971    | 1983                      | Pierre Schoeffter                                 |           |         |
| 1983    | 1989                      | Jean-Michel Wagner                                |           |         |
| 1989    | 1995                      | Max Berg                                          |           |         |
| 1995    | 2014                      | Philippe Kuntzmann                                | UDF       |         |
| 2014    | En cours (au 31 mai 2020) | Jean-Philippe Kaes Réélu pour le mandat 2020-2026 |           |         |

## Population et société

### Démographie
L'évolution du nombre d'habitants est connue à travers les recensements de la population effectués dans la commune depuis 1793. Pour les communes de moins de 10 000 habitants, une enquête de recensement portant sur toute la population est réalisée tous les cinq ans, les populations de référence des années intermédiaires étant quant à elles estimées par interpolation ou extrapolation. Pour la commune, le premier recensement exhaustif entrant dans le cadre du nouveau dispositif a été réalisé en 2005.

En 2022, la commune comptait 1 224 habitants, en évolution de +1,24 % par rapport à 2016 (Bas-Rhin : +3,17 %, France hors Mayotte : +2,11 %).
| 1793  | 1800  | 1806  | 1821  | 1831  | 1836  | 1841  | 1846  | 1851  |
| ----- | ----- | ----- | ----- | ----- | ----- | ----- | ----- | ----- |
| 1 140 | 1 148 | 1 259 | 1 440 | 1 544 | 1 625 | 1 644 | 1 691 | 1 690 |

| 1856  | 1861  | 1866  | 1871  | 1875  | 1880  | 1885  | 1890  | 1895  |
| ----- | ----- | ----- | ----- | ----- | ----- | ----- | ----- | ----- |
| 1 627 | 1 721 | 1 792 | 1 715 | 1 606 | 1 636 | 1 505 | 1 441 | 1 336 |

| 1900  | 1905  | 1910  | 1921  | 1926  | 1931  | 1936  | 1946  | 1954  |
| ----- | ----- | ----- | ----- | ----- | ----- | ----- | ----- | ----- |
| 1 304 | 1 303 | 1 252 | 1 196 | 1 183 | 1 158 | 1 151 | 1 156 | 1 108 |

| 1962  | 1968  | 1975  | 1982 | 1990 | 1999  | 2005  | 2006  | 2010  |
| ----- | ----- | ----- | ---- | ---- | ----- | ----- | ----- | ----- |
| 1 107 | 1 062 | 1 004 | 953  | 918  | 1 127 | 1 211 | 1 207 | 1 258 |

| 2015  | 2020  | 2022  | - | - | - | - | - | - |
| ----- | ----- | ----- | - | - | - | - | - | - |
| 1 233 | 1 226 | 1 224 | - | - | - | - | - | - |

## Culture et patrimoine

### Lieux et monuments

#### Église Saint-Philippe-et-Saint-Jacques
L'ancienne église devenant trop petite et menaçant de s'écrouler, le conseil municipal décida dès 1807 de faire construire un nouvel édifice. Un effort fut demandé aux habitants de Grendelbruch : les citoyens étaient appelés à renoncer pendant quatre ans au bois d'affouage et aux plus riches d'avancer les fonds. Un devis en 1809 porta l'effort à 66 000 francs. Les réserves  s'élevaient à 55 000 francs (7 000 francs de la caisse d'amortissement, 33 000 francs d'économie et 10 000 francs d'une coupe de bois), la préfecture refusa la construction. On décida ensuite de réparer la vieille église, car en 1811, la population de la paroisse comptait 1 460 personnes, celle de la commune 1 261. En attendant que les fonds soient suffisants, la paroisse vendit un certain nombre de biens. La mairie et la paroisse désirant être maître de l'ouvrage, ne reçut pas l'autorisation de la préfecture qui préférait que les travaux soient exécutés par un entrepreneur. Ce fut finalement l'entreprise André Mossbruger de Cernay qui obtint le chantier. L'église actuelle a été construite entre 1826 et 1828. La dépense totale pour la construction de l'église s'éleva à 88 000 francs. La flèche date de 1874. L'édifice conserve encore de nombreuses pièces provenant de l'ancienne église dont sept tableaux des mystères du Christ datant sans doute du XVIIe siècle. Deux peintures de 1866 représentant les quatre Évangélistes sont visibles dans l'église. Le mobilier intérieur, très homogène, est issu des ateliers Kleim de Colmar. Le chœur est orné de quatre fresques réalisées par le maître alsacien, et décorateur d'églises René Kuder (1822-1962).

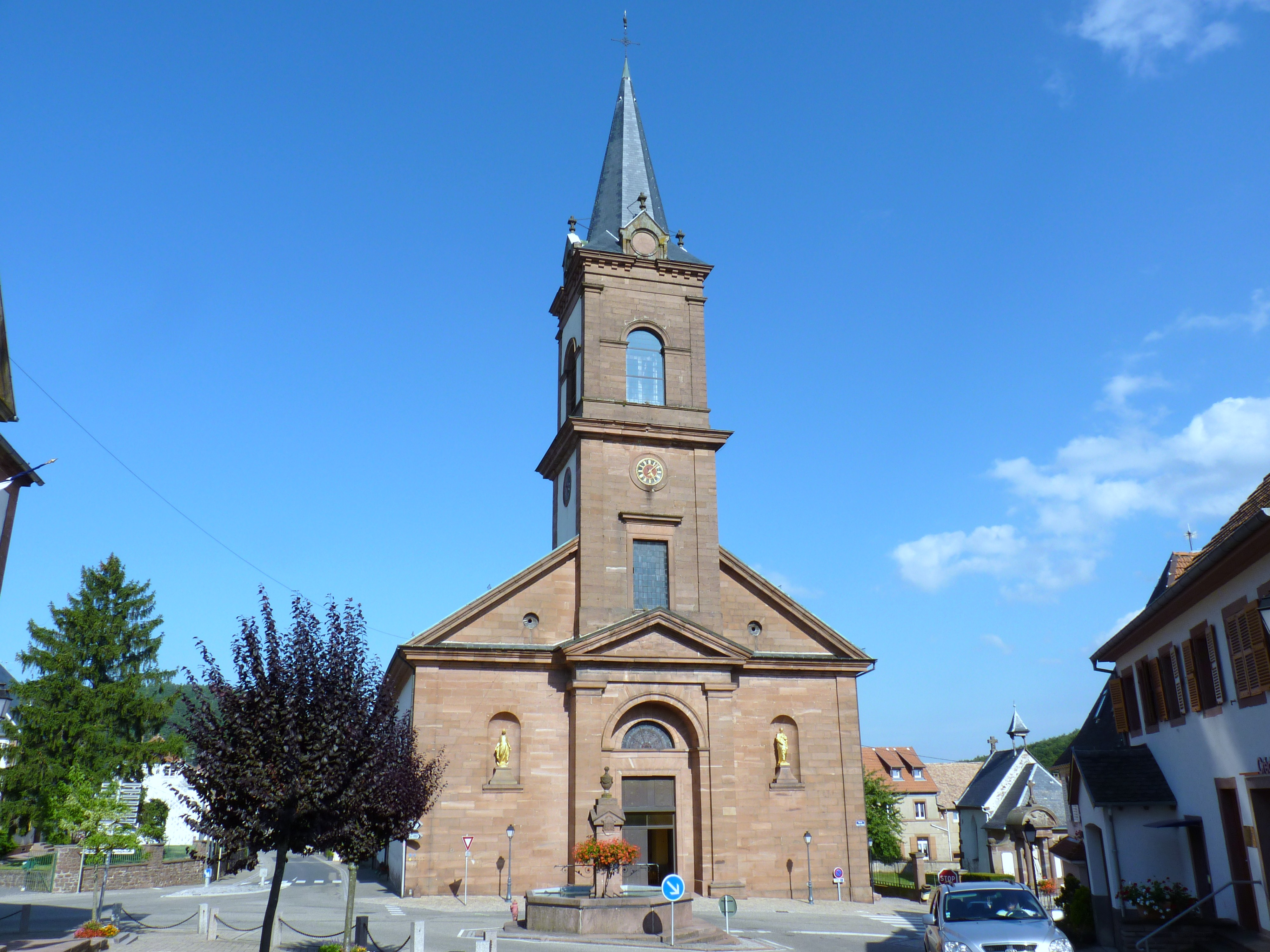
La façade de l'église.
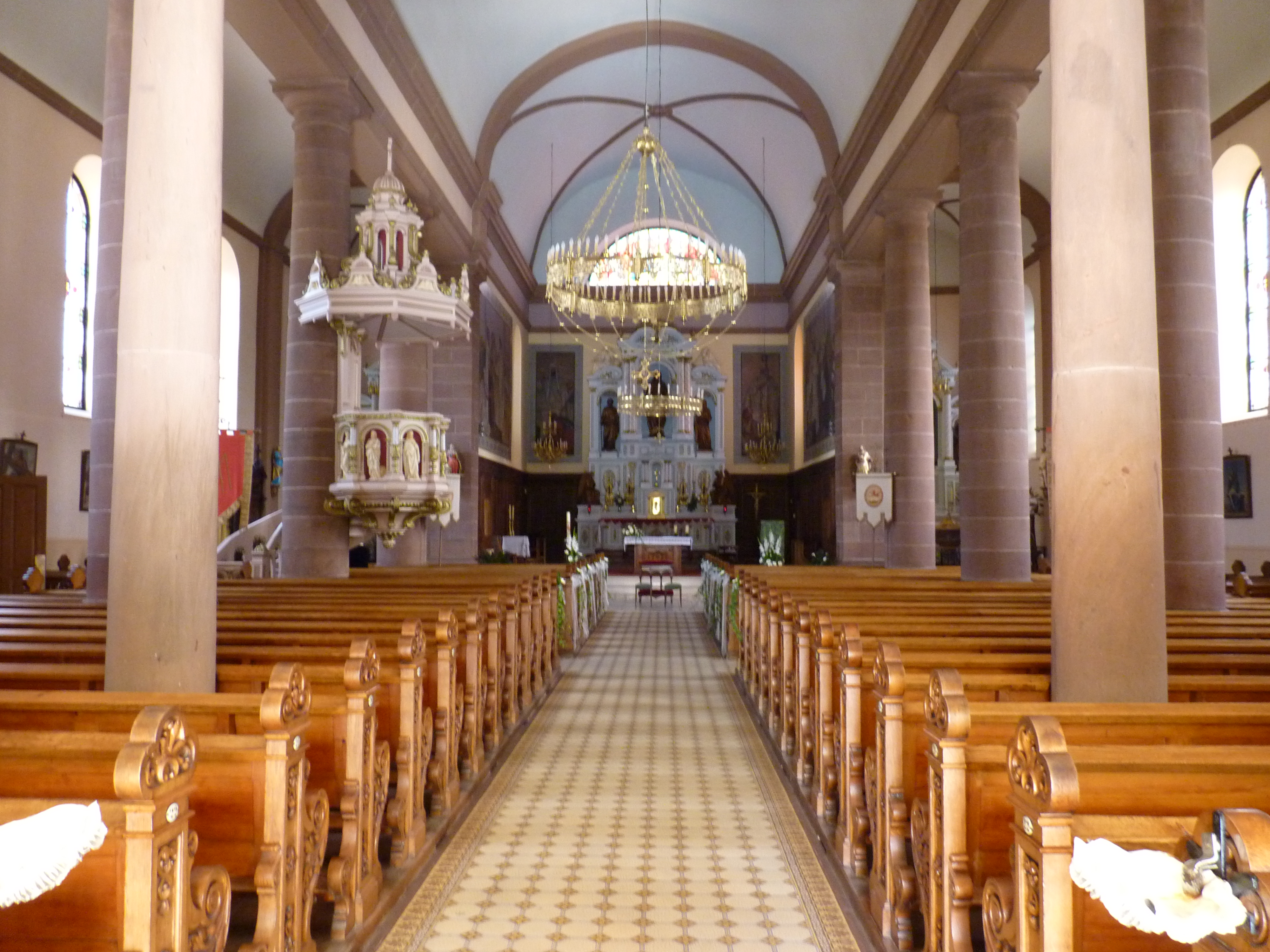
L'intérieur de l'église.
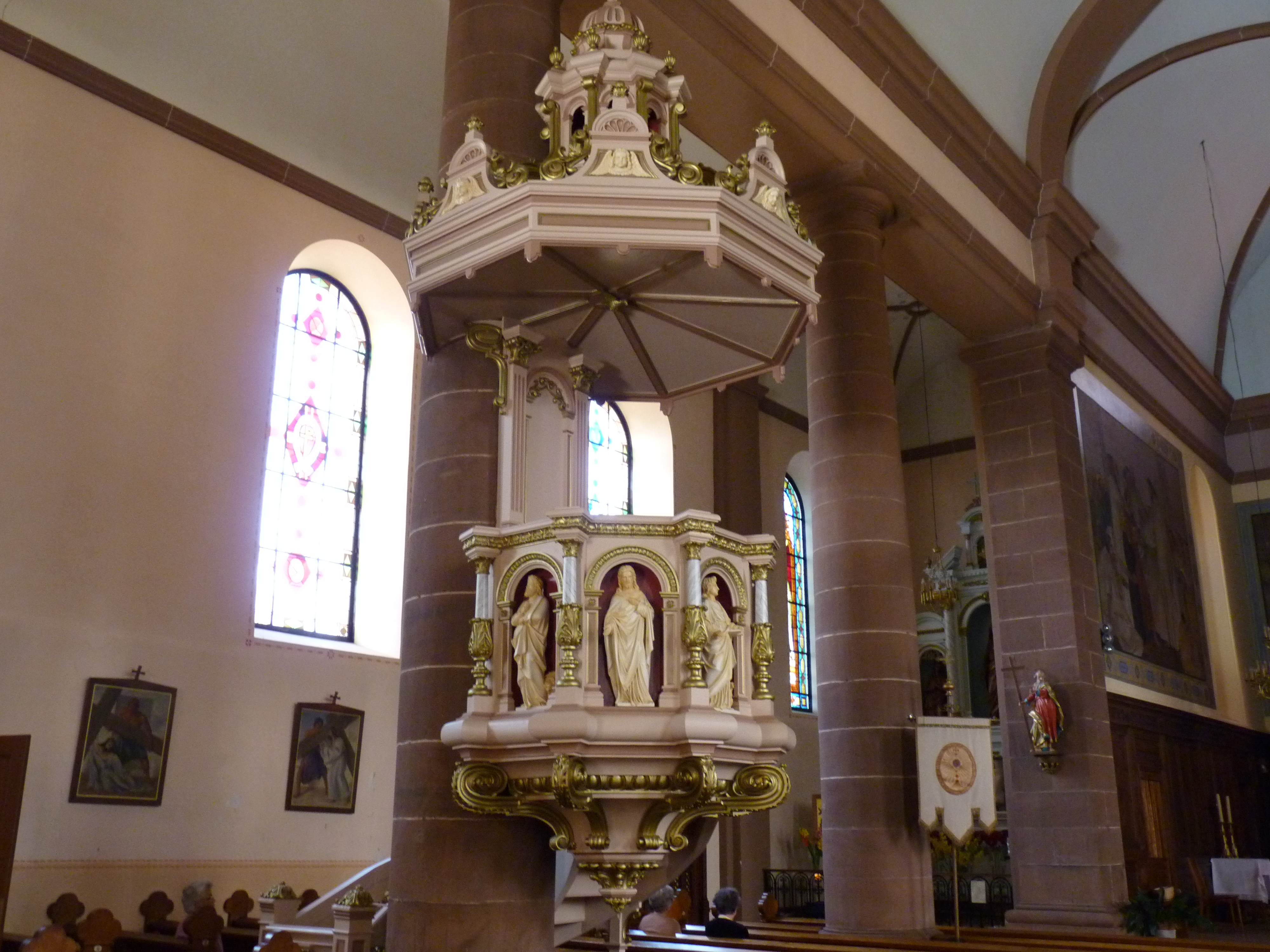
La chaire.

#### Chapelle (1565)

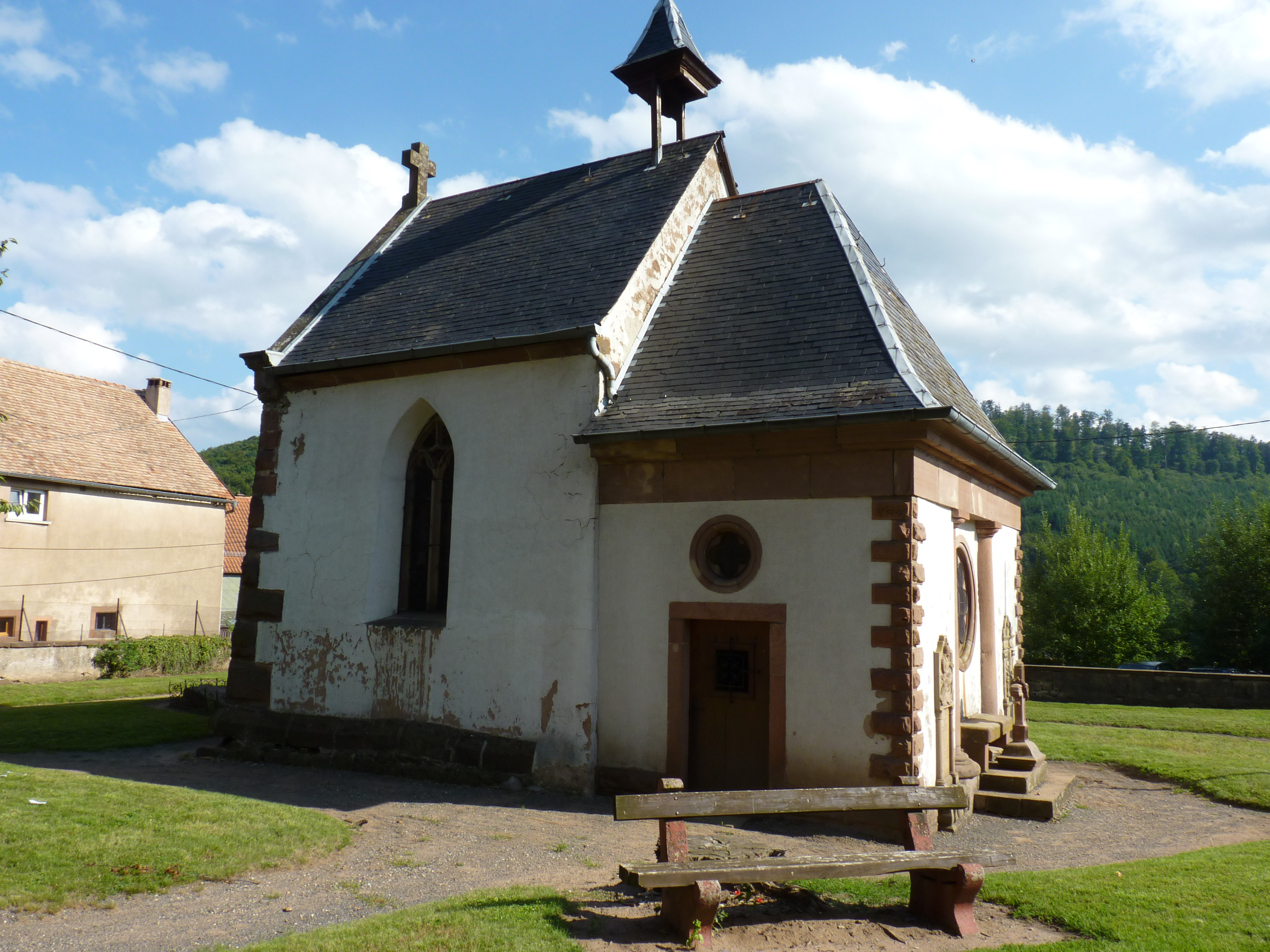
La chapelle (ancienne église paroissiale).

L'ancienne église paroissiale est mentionnée en 974.L'église avait été construite par les soins du pape Léon IX.
Son chœur est reconstruit au XVIe siècle et préservé lors de la destruction du reste de l'édifice, le 19 novembre 1828. Le conseil municipal décida de ne conserver que la tour et le chœur, que l'on peut encore admirer à côté de l'église actuelle. L'ancienne église possédait une cloche ou même plusieurs avant l'effondrement de l'édifice en 1565. Dans un registre paroissial on mentionne la grande cloche qui a été suspendue le 5 février 1650. En 1753, un fondeur de cloches de Saint-Dié, Nicolas Ferry, fournit une nouvelle cloche pour 633 florins qui fut dédiée  à la Vierge Marie par le curé de Schirmeck. En 1793, Grendelbruch dut céder deux de ses cloches au cours de la Révolution. En 1818, une autre cloche fut achetée et en 1828, le curé Pfundt en baptisant deux autres pour la nouvelle église. Classée aux monuments historiques, elle est constituée actuellement d'un rez-de-chaussée et de la tour-chœur remontant à 1565 provenant de l'ancienne église paroissiale Saint-Pancrace-et -Saint-Cyriaque tombée en ruines et démolie au XIXe siècle.

#### Ancienne usine textile (XIXesiècle)
Situé rue Bascheney, cet établissement rappelle l'importance de l'activité de tissage dans la vallée au XIXe siècle. Construite en brique, l'usine à toiture en dents de scie abritait les métiers à tisser, tandis que le bâtiment d'angle à deux niveaux et mansardes recevait bureaux et logements des contremaitres.

#### Fontaine-lavoir (route de Schirmeck)
Ce lavoir, situé route de Schirmeck, comporte trois bassins en grès rose, qui se remplissent simultanément à tour de rôle : celui du bas d'abord, utilisé pour le trempage du linge, le moyen ensuite, pour le lavage, et enfin le plus haut pour le rinçage. En 2018, le lavoir est choisi parmi les projets de rénovation de la Fondation du patrimoine dans le cadre de la Mission Stéphane Bern.

#### Monument aux morts
C'est le 11 septembre 1919 que le conseil municipal fit voter un crédit de 250 francs pour édifier un monument aux morts à côté de l'église. Le monument est constitué d'une statue de saint Michel, surmontée d'un baldaquin avec une croix et flanquée de deux plaques de marbre comportant la liste des victimes des deux grandes guerres.

#### La mairie
Le premier bâtiment abritant la mairie fut construit en 1739. Il fut vendu en 1791 à un certain Florent Halter pour la somme de 280 florins. La mairie actuelle achevée en 1866 nécessita des réparations dès 1871 pour des vices de forme.

#### Curiosité
À une lieue et demie à l'est de Grendelbruch, une montagne conique située sur le bord méridional de la Magel, est entourée d'une triple enceinte en pierres entassées sans art. Les habitants des environs l'appellent Purpurschloss (Purpurkopf).

#### Calvaires
Le village comporte de nombreux calvaires.

#### Galerie de photographies

Sélection de vues de lieux et monuments de la commune.
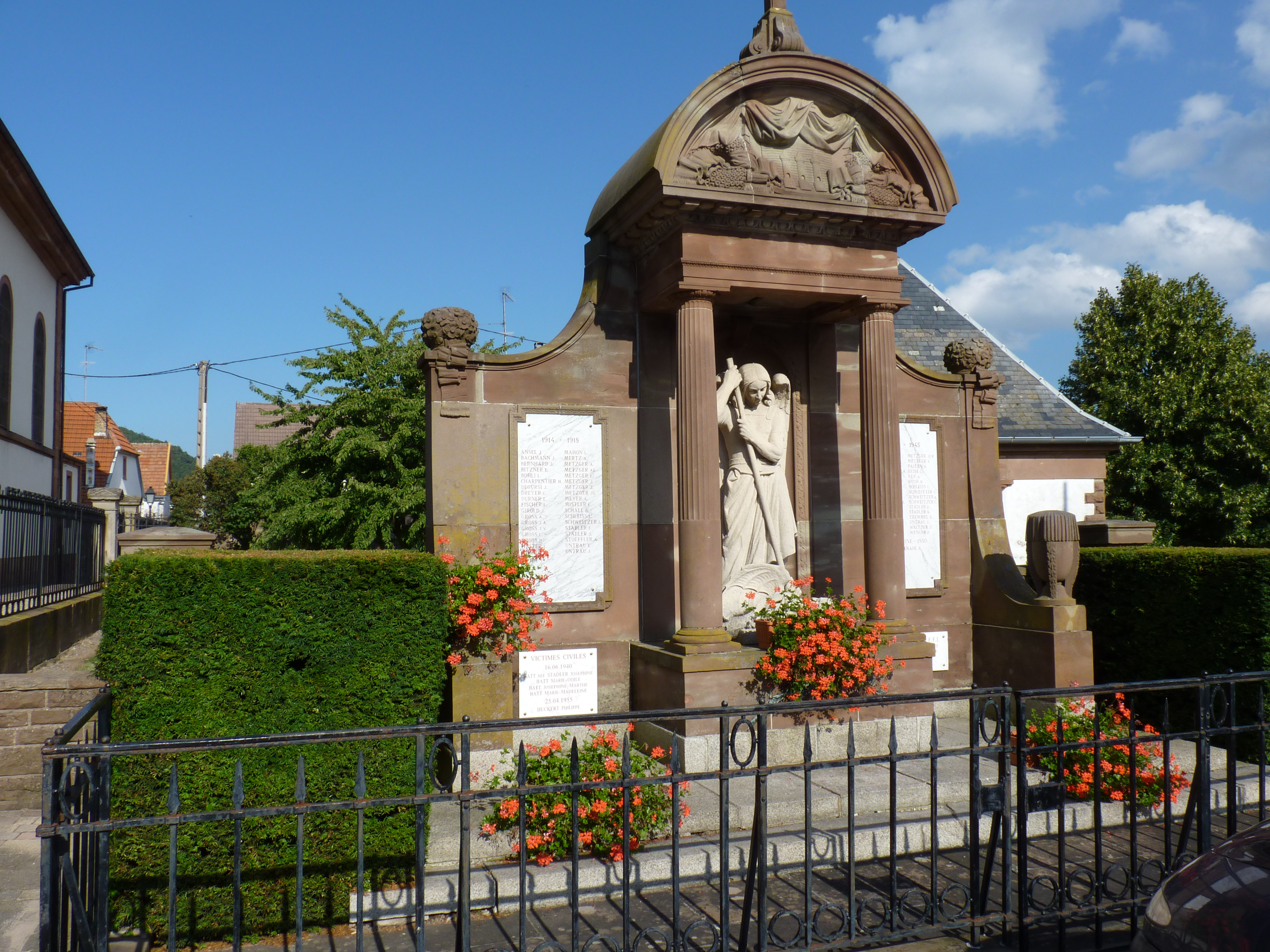
Le monument aux morts.
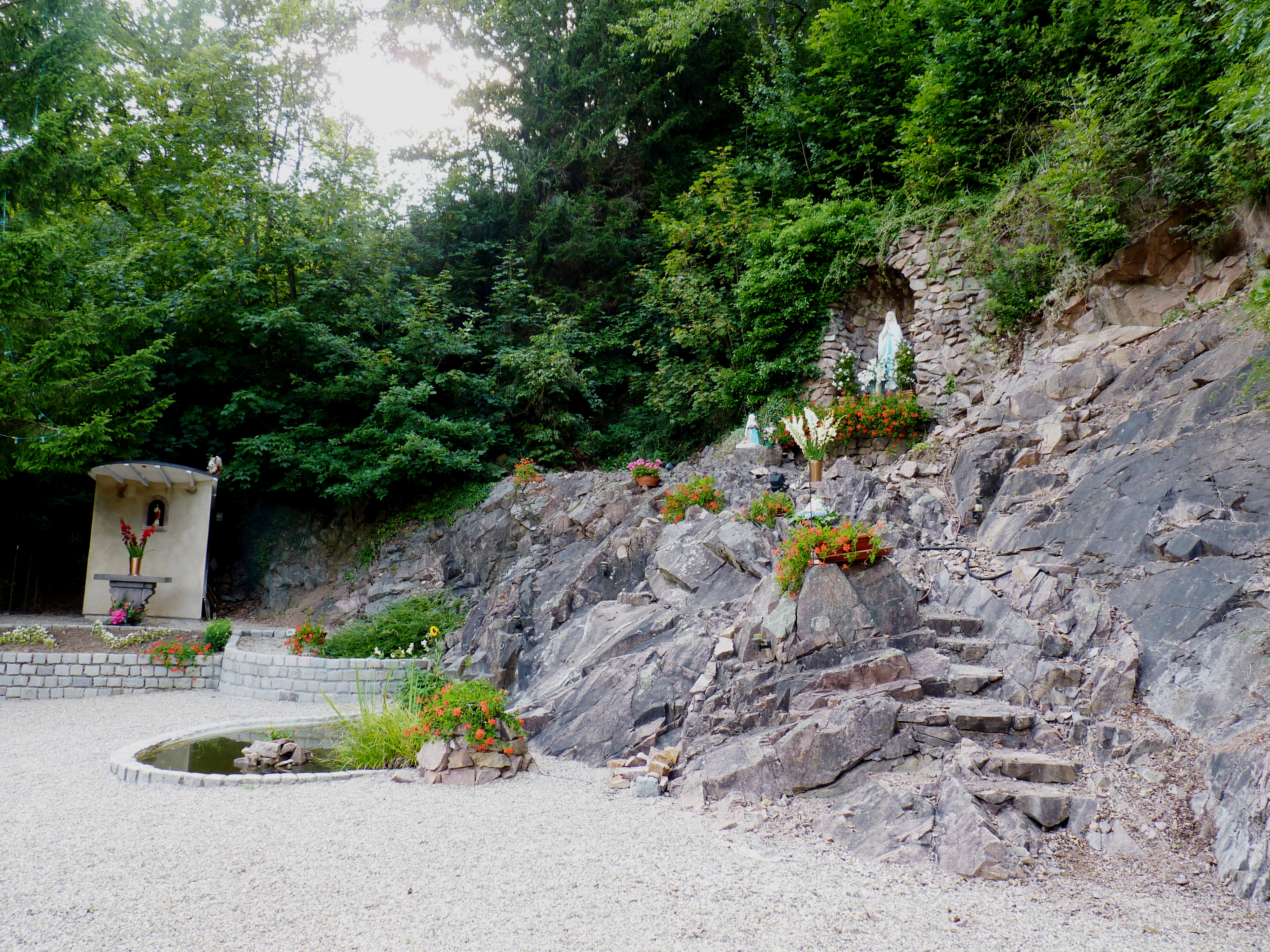
La grotte de Lourdes au sud-est du village.
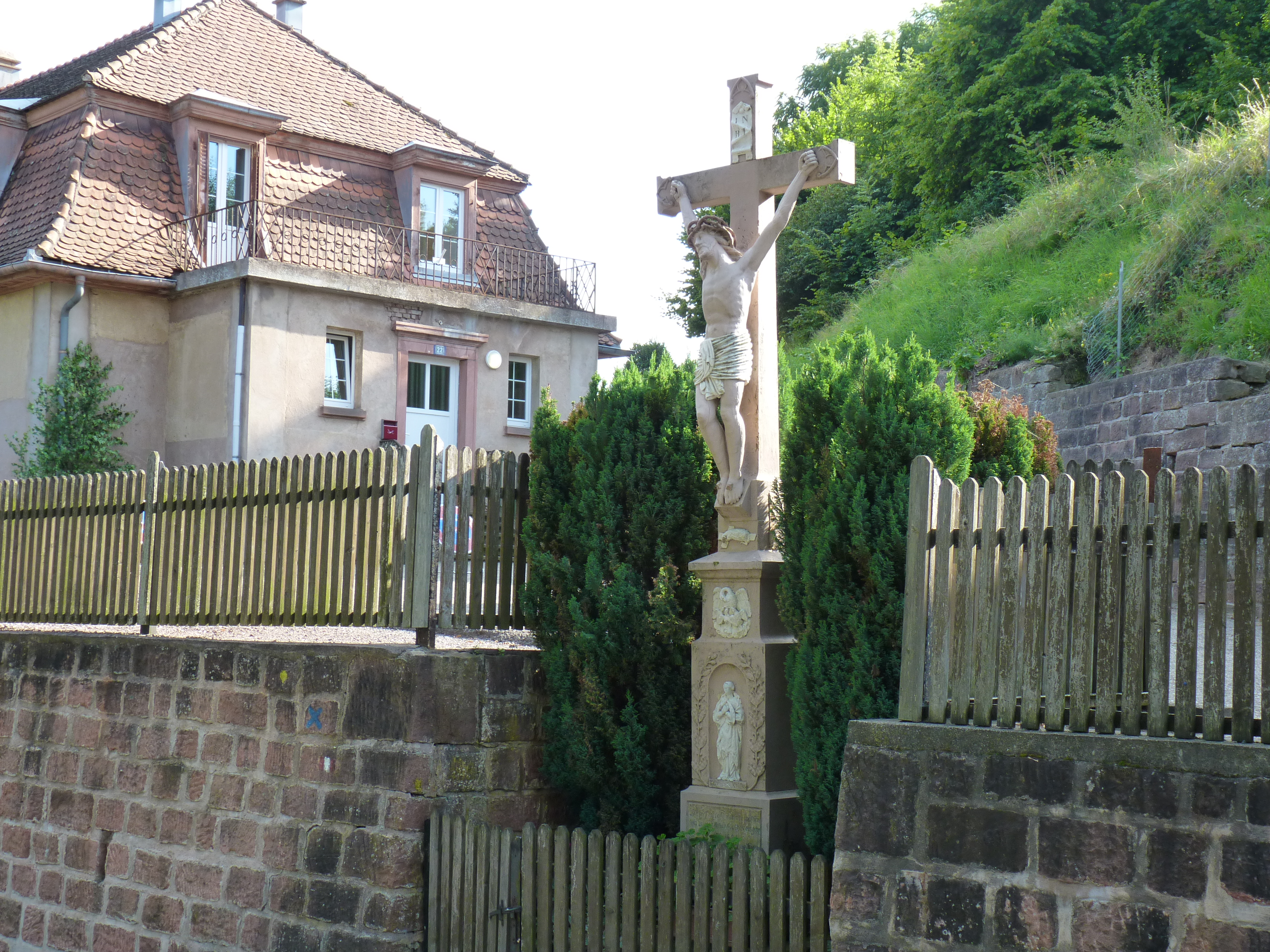
L'un des calvaires du village.

### Héraldique
| Blason de Grendelbruch | Blason  | D'azur aux trois tours couvertes d'argent, ouvertes, ajourées et maçonnées de sable, rangées sur une terrasse d'or. |
| Blason de Grendelbruch | Détails | |

### Personnalités liées à la commune
- Dominique Epp (né en 1963), double champion de France de biathlon et sportif alsacien de l'année en 1985.
- Jean Arp (1886-1966), peintre, sculpteur et poète. A vécu une partie de sa jeunesse dans la maison familiale de vacances de ses parents à Grendelbruch. Un chemin piéton dans le village porte son nom.